# K.u. Landwehr (Österreich-Ungarn)

Truppenfahne der k.u. Landwehr (Honvéd) (Vorderseite)

Truppenfahne der k.u. Landwehr (Honvéd) (Rückseite)

Die königlich ungarische Landwehr (ungarisch: Magyar Királyi Honvédség, landläufig auch nur die Honvéd) war eine von vier Teilstreitkräften der Streitkräfte von Österreich-Ungarn (offiziell „Bewaffnete Macht“ oder auch „Wehrmacht“ genannt). Die anderen drei waren von 1867 bis 1918 das cisleithanische Honvéd-Pendant, die kaiserlich-königliche Landwehr, sowie die Gemeinsame Armee und die k.u.k. Kriegsmarine.

## Geschichte

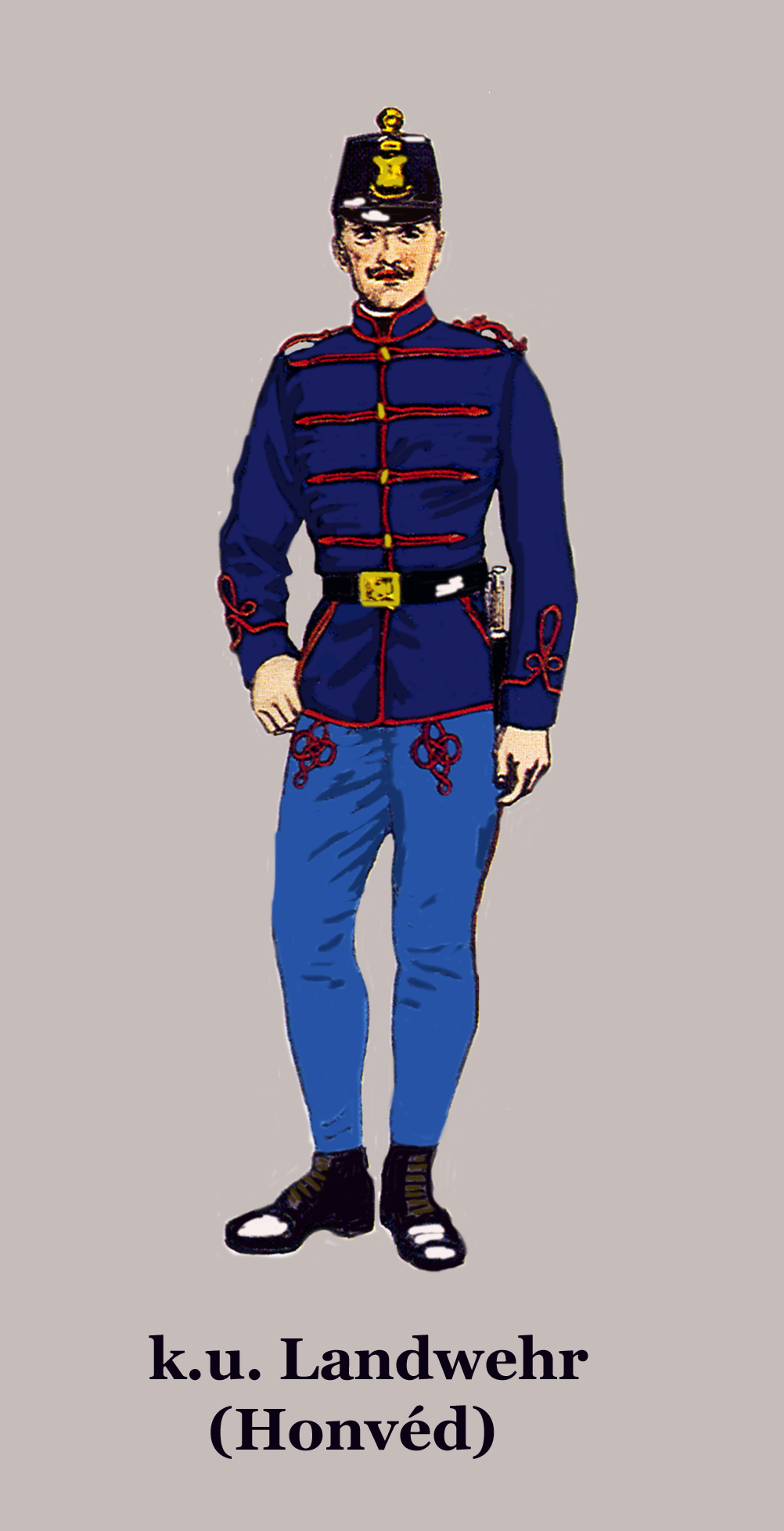
k.u. Landwehr-Infanterist, in Paradeadjustierung (mit der von 1881 bis 1906 getragenen sog. „Skelett-“Attila)

Der Name Honvéd heißt übersetzt „Vaterlandsverteidiger“ und tritt zuerst im Revolutionsjahr 1848 auf. Damals nannte man jene Freiwilligen so, die sich für einige Wochen oder a gyözelemig (d. h. bis zum Sieg) verpflichteten und gegen Serben und Kroaten geschickt wurden. Als sich später der Kampf hauptsächlich gegen das Kaisertum Österreich richtete, eine Anzahl der regulären kaiserlichen Regimenter zu den Ungarn übertrat und die Freiwilligen teils diesen Regimentern beigefügt, teils in neue reguläre Regimenter eingebunden wurden, diente der Name Honvéd für alle Angehörigen der ungarischen Streitkräfte 1848/1849; die letztendlich von Österreich mit russischer Hilfe besiegt wurden.
Bei der Neugestaltung der Streitkräfte nach dem österreichisch-ungarischen Ausgleich von 1867 erhielt die Landwehr der so genannten Länder der Stephanskrone den Namen Honvédség (sprich honnwehdschehg), d. h. Landwehrschaft, auf Deutsch kurz Honvéd.
Am 21. Mai 1893 wurde zur Erinnerung an die Taten der ungarischen Nationalarmee während der Revolution 1848–1849 in Budapest das so genannte Honvéddenkmal enthüllt.
Im Ersten Weltkrieg kämpfte die k.u. Landwehr zusammen mit der k.u.k. Armee und der kaiserlich-königlichen Landwehr in der Armee Österreich-Ungarns. Mit dem offiziellen Austritt des Königreichs Ungarn aus der Realunion „Österreich-Ungarn“ zum 31. Oktober 1918, der Abberufung der ungarischen Verbände aus der Front und deren Rückkehr in die Heimat endet dieser Teil der Geschichte der ungarischen Landwehr.
Viele Weltkriegsveteranen aus der Honvéd traten in die während der Zeit der Ungarischen Räterepublik gebildete Rote Armee ein.
Siehe auch: → Königlich Ungarische Armee (1922–1945) als Nachfolgeorganisation

## Struktur
Die k.u. Landwehr bestand aus Territorialverbänden der ungarischen Reichshälfte (Transleithanien oder auch „Länder der Stephanskrone“ genannt). Zu dieser gehörten neben dem heutigen Ungarn die Slowakei (sog. Oberungarn, ung. Felvidék) und Teile der heutigen Staaten Rumänien (mit Siebenbürgen und Banat), Serbien, Kroatien, Slowenien (Prekmurje/Übermurgebiet) und Österreich (Burgenland).
Üblicherweise bezeichnete man mit dem Begriff „Landwehr“ im deutschen Sprachraum Reserve-Verbände mit verminderter Kampfkraft. Dies war hier jedoch nicht der Fall. Das österreichisch-ungarische Landwehr-Regiment war zwar mit nur drei Bataillonen personalmäßig schwächer als das vier Bataillone umfassende Infanterie-Regiment der Gemeinsamen Armee. Dennoch war die Landwehr Österreich-Ungarns als vollwertige Kampftruppe anzusehen.
Die k.u. Landwehr war geteilt in die ungarische Landwehr und die kroatisch-slawonische Landwehr, wobei den Kroaten im „kleinen Ausgleich“ von 1868 das Recht zugestanden wurde, Kroatisch als Dienst- und Kommandosprache in ihren Honvéd-Einheiten einzuführen. Außerdem unterstanden die kroatisch-slawonischen Honvéd-Einheiten dem Ban in Agram und nicht dem Landesverteidigungsminister in Budapest.
Die Ausbildung der ungarischen Offiziere der Landwehr erfolgte in der Ludovika-Akademie in Budapest.

### Landwehrdistrikte
- I. Landwehrdistrikt – Budapest

M.kir. I. budapesti honvéd kerületi parancsnokság
- II. Landwehrdistrikt – Szeged

M.kir. II. szegedi honvéd kerületi parancsnokság
- III. Landwehrdistrikt – Kassa (Kaschau)

M.kir. III. kassai honvéd kerületi parancsnokság
- IV. Landwehrdistrikt – Pozsony (Pressburg)

M.kir. IV. pozsonyi honvéd kerületi parancsnokság
- V. Landwehrdistrikt – Kolozsvár (Klausenburg)

M.kir. V. kolozsvári honvéd kerületi parancsnokság
- VI. Landwehrdistrikt – Zágráb (Agram)

M.kir. VI. zágrábi horvát-szlavón kerületi parancsnokság

## Verbände der k.u. Landwehr
Alle Angaben beziehen sich auf das Jahr 1914:

### Infanterie-Truppendivisionen
- 20. HITD – Nagyvárad (Großwardein)

Kommandant: Feldmarschalleutnant Friedrich von Csanády
39. Honvéd Infanteriebrigade – Nagyvárad
Kommandant: Generalmajor Koloman Patzák
40. Honvéd Infanteriebrigade – Szatmárnémeti (Sathmar)
Kommandant: Oberst Béla Tarnáky
- 41. HITD – Budapest

Kommandant: Feldmarschalleutnant Johann Nikić
81. Honvéd Infanteriebrigade – Budapest
Kommandant: Generalmajor Eugen Perneczky
82. Honvéd Infanteriebrigade – Veszprém (Wesprim)
Kommandant: Generalmajor Rudolf Schamschula

### Selbstständige Infanteriebrigaden
- 45. Honvéd Infanteriebrigade – Szeged

Kommandant: Generalmajor Rudolf Seide
- 46. Honvéd Infanteriebrigade – Lugos

Kommandant: Generalmajor Lehel Festl
- 73. Honvéd Infanteriebrigade – Pozsony

Kommandant: Oberst Paul von Nagy
- 74. Honvéd Infanteriebrigade – Nyitra

Kommandant: Generalmajor Franz Cvrček
- 75. Honvéd Infanteriebrigade – Kolozsvár

Kommandant: Generalmajor Karl Lippner von Nagyszentmiklós
- 76. Honvéd Infanteriebrigade – Nagyszeben

Kommandant: Oberst Adalbert Benke von Tardoskedd
- 77. Honvéd Infanteriebrigade – Kassa

Kommandant: Oberst Desiderius Molnár von Péterfalva
- 78. Honvéd Infanteriebrigade – Miskolc

Kommandant: Generalmajor Josef Foglár
- 79. Honvéd Infanteriebrigade – Budapest

Kommandant: Generalmajor Koloman Tabajdi
- 80. Honvéd Infanteriebrigade – Pécs

Kommandant: Oberst Johann Háber
- 83. Honvéd Infanteriebrigade – Agram

Kommandant: Generalmajor Nikolaus Ištvanović von Ivanska
- 84. Honvéd Infanteriebrigade – Osijek

Kommandant: Oberst Daniel Kolak

### Kavallerie-Truppendivisionen
- 5. HKTD Budapest

Kommandant: Feldmarschalleutnant Ernst Anton von Froreich-Szábo
19. Honvéd Kavalleriebrigade – Budapest
Kommandant: Generalmajor Ferdinand Graf von Bissingen und Nippenburg
23. Honvéd Kavalleriebrigade – Zalaegerszeg
Kommandant: Oberst Baron Colbert Zech
- 11. HKTD – Debreczen

Kommandant: Generalmajor Julius Freiherr Nagy von Töbör-Éthe
22. Landwehr Kavalleriebrigade – Szeged
Kommandant: Oberst Karl Czitó
- 24. Landwehr Kavalleriebrigade – Kassa

Kommandant: Oberst Ladislaus Jóny von Jamnik

### Infanterieregimenter
| I. | II. |
| --- | --- |
| - Budapester HIR 1 Kommandant: Oberst Ludwig Bartha – Bartha Lajos ezredes - Gyulaer HIR 2 Kommandant: Oberst Alexander Vinzenz von Vinczfalva – Vincfalvi Vincz Sándor ezredes - Debreczener HIR 3 Kommandant: Stephan Stadler – Stadler István ezredes - Nagyvárader HIR 4 Kommandant: Oberst Sigmund Ránffy – Ránffy Zsigmond ezredes - Szegeder HIR 5 Kommandant: Oberst Desiderius Nónay – Nónay Dezső ezredes - Szabadkaer HIR 6 Kommandant: Oberst Rudolf Kamenszky – Kamenszky Rezső ezredes - Veršecz HIR 7 Kommandant: Oberst Kornel Bernatsky – Bernatsky Kornél ezredes - Lugoser HIR 8 Kommandant: Oberst Julius Létay von Nyirjes – Nyirjesi Létay Gyula ezredes - Kassaer HIR 9 Kommandant: Oberst Julius Preinreich – Preinreich Gyula ezredes - Miscolczer HIR 10 Kommandant: Oberst Samuel Daubner – Daubner Samu ezredes - Munkácser HIR 11 Kommandant: Oberst Rudolf Pillepić; von Lippahora – Lippahorai Pillepić Rezső ezredes - Szatmárer HIR 12 Kommandant: Oberst Martin Tahy von Tahvár – Tahváry Tahy Márton ezredes - Pozsonyer HIR 13 Kommandant: Oberst Anton Pogány – Pogány Antal ezredes - Nyitraer LIR 14 Kommandant: Oberst Lazarus Formanek – Formanek Lázár ezredes - Trencséner HIR 15 Kommandant: Oberst Heinrich Dormándy von Dormánd – Dormándi Dormándy Henrik ezredes - Beszterczebányaer HIR 16 Kommandant: Oberst Franz Hill – Hill Ferenc ezredes | - Székesfehérvárer HIR 17 Kommandant: Oberst Michael Gombos – Gombos Mihály ezredes - Soproner HIR 18 Kommandant: Oberst Ludwig Brunswik von Korompa – Korompai Brunswick Lajos ezredes - Pécser HIR 19 Kommandant: Oberst Otto Kleszky – Kleszky Ottó ezredes - Nagykanizsaer HIR 20 Kommandant: Oberst Georg Ritter von Szypniewski – Lovag Szypniewski György ezredes - Kolozsvárer HIR 21 Kommandant: Oberst Raimund Latzin – Latzin Rajmond ezredes - Maros-Vásárhelyer HIR 22 Kommandant: Oberst Árpád Schön – Schön Árpád ezredes - Nagyszebener HIR 23 Kommandant: Oberstleutnant Desiderius Szoták – Szoták Dezső alezredes - Brassóer HIR 24 Kommandant: Oberst Philipp Karleusa – Karleusa Fülöp ezredes - Agramer HIR 25 Kommandant: Oberst Anton Matašić – Matašić Antal ezredes - Karlovacer HIR 26 Kommandant: Oberst Georg Petrović – Petrović György ezredes - Sisaker HIR 27 Kommandant: Oberst Alois Petković – Petković Alajos ezredes - Osijeker HIR 28 Kommandant: Oberst Julius Simonović – Simonović Gyula ezredes - Budapester HIR 29 Kommandant: Oberst Josef Ehmann – Ehmann József ezredes - Budapester HIR 30 Kommandant: Oberst Rudolf Polgár – Polgár Rezső ezredes - Veszprémer HIR 31 Kommandant: Oberst Eduard Weeber – Weeber Ede ezredes - Déser HIR 32 Kommandant: Oberst Karl Parupka – Parupka Károly ezredes |

### Kavallerieregimenter

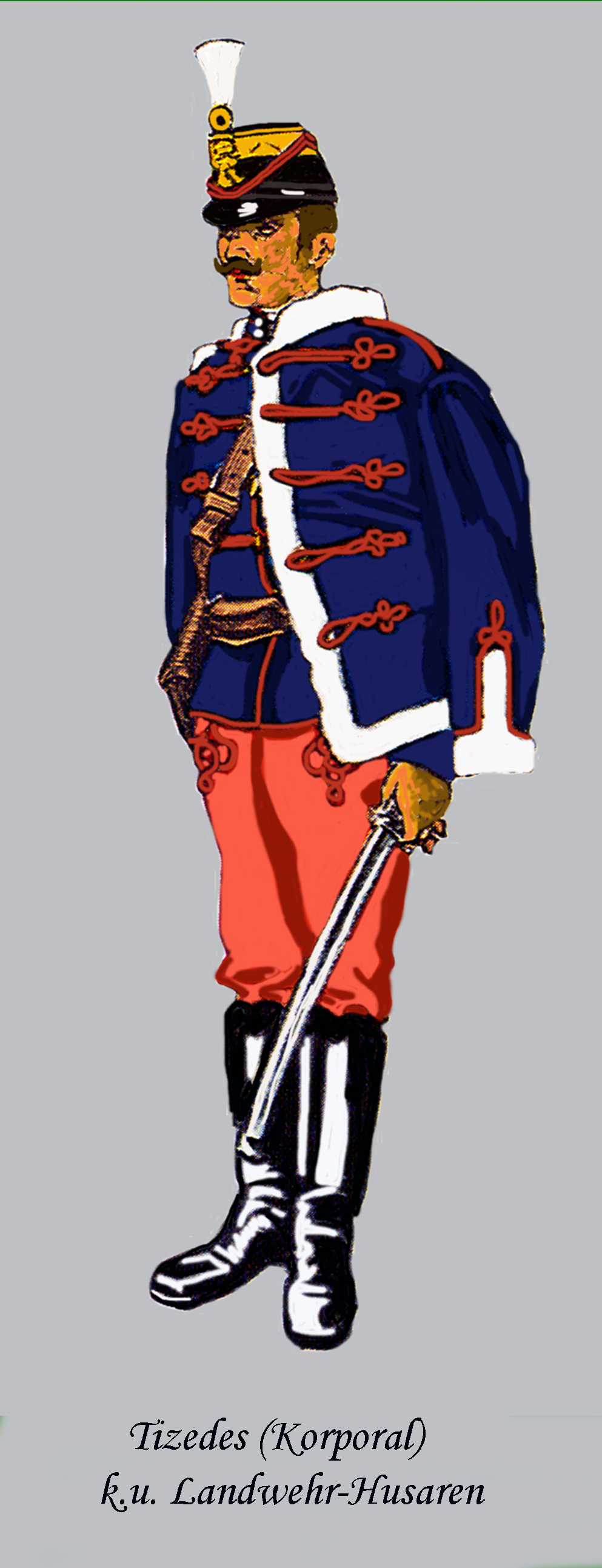
Husar der Honvéd mit Pelz

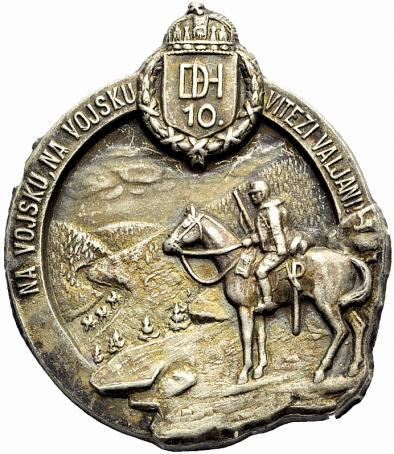
Kappenabzeichen des 10. Honved-Husarenregiments

- Budapester Honvéd Husaren Rgt 1

19. Honvéd Kavallerie Brigade – 5. Honvéd Kavallerie-Division
Kommandant: Oberst Colbert Zech von Deybach Freiherr von Hart und Sulz – Debachi Zech Colbert harti és sulzi báró, ezredes
- Debreczener Honvéd Husaren Rgt 2

22. Honvéd Kavallerie Brigade – 11. Honvéd Kavallerie Truppendivision
Kommandant: Oberstleutnant Johann Flór – Flór János alezredes
- Szegeder Honvéd Husaren Rgt 3

22. Honvéd Kavallerie Brigade – 11. Honvéd Kavallerie Truppendivision
Kommandant: Oberstleutnant Árpád Cserépy von Kisruszka – Kisruszkai Cserépy Árpád alezredes
- Szabadkaer Honvéd Husaren Rgt 4

I., II. Esk. 23. Honvéd Infanterie-Truppendivision
III., IV. Esk. 20. Honvéd Infanterie-Truppendivision
V., VI. Esk. 41. Honvéd Infanterie-Truppendivision
Kommandant: Oberstleutnant Nikolaus Jankovich von Jeszenicze – Jeszeniczai Jankovich Miklós alezredes
- Kassaer Honvéd Husaren Rgt 5

24. Honvéd Kavallerie Brigade – 11. Honvéd Kavallerie Truppendivision
Kommandant: Oberst Paul Hegedüs – Hegedüs Pál ezredes
- Zalaegerszeger Honvéd Husaren Rgt 6

23. Honvéd Kavallerie Brigade – 5. Honvéd Kavallerie Truppendivision
Kommandant: Oberstleutnant Ladislaus Forster von Szenterzsébet – Szenterzsébeti Forster László alezredes
- Pápaer Honvéd Husaren Rgt 7

23. Honvéd Kavallerie Brigade – 5. Honvéd Kavallerie Truppendivision
Kommandant: Oberst Johann Graf Lubienski – Gróf Lubienski János ezredes
- Pécser Honvéd Husaren Rgt 8

19. Honvéd Kavallerie Brigade – 5. Honvéd Kavallerie Truppendivision
Kommandant: Oberstleutnant Alexius Thege von Konkoly – Konkoly Thege Elek alezredes
- Maros-Vásárhelyer Honvéd Husaren Rgt 9

24. Honvéd Kavallerie Brigade -1. Honvéd Kavallerie Truppendivision
Kommandant: Oberst Koloman Géczy von Garamszeg – Garamszegi Géczy Kálmán ezredes
- Varazdiner Honvéd Husaren Rgt 10

I., II. Esk. 36. Honved Infanterie-Truppendivision
III., IV. Esk. 42. Honved Infanterie-Truppendivision
V., VI. Esk. 13. Honvéd Infanteriebrigade
Kommandant: Oberstleutnant Alois Hauer – Hauer Alajos alezredes

### Feldkanonenregimenter
- HFKR 1 – 1. honvéd tábori ágyúsezred

Garnison: Budapest – 4. Honvéd Infanterie-Truppendivision – I. Landwehr Distrikt
errichtet: 1913
Kommandant: Oberst Anton Hellebronth von Tiszabeö – Tiszabeöi Hellebronth Antal ezredes
- HFKR 2 – 2. honvéd tábori ágyúsezred

Garnison: Nagyszeben – 23. Honvéd Infanterie-Truppendivision – V. Landwehr Distrikt
errichtet: 1914
Kommandant: Oberstleutnant Ladislaus Thaisz – Thaisz Lázló alezredes
- HFKR 3 – 3. honvéd tábori ágyúsezred

Garnison: Kassa – 39. Honvéd Infanterie-Truppendivision – III. Landwehr Distrikt
errichtet: 1914
Kommandant: Oberstleutnant Heinrich Loidin – Loidin Henrik alezredes
- HFKR 4 – 4. honvéd tábori ágyúsezred

Garnison: Nyitra – 37. Honvéd Infanterie-Truppendivision – IV. Landwehr Distrikt
errichtet: 1914
Kommandant: Oberstleutnant Alexander Mattanovich – Mattanovich Sándor alezredes
- HFKR 5 – 5. honvéd tábori ágyúsezred

Garnison: Maros-Vásarhely – 38. Honvéd Infanterie-Truppendivision – V. Landwehr Distrikt
errichtet: 1914
Kommandant: Oberstleutnant Egon Stráner – Sztráner Jenő alezredes
- HFKR 6 – 6. honvéd tábori ágyúsezred

Garnison: Agram – 42. Honvéd Infanterie-Truppendivision – VI. Landwehr Distrikt
errichtet: 1914
Kommandant: Oberstleutnant Rudolf Sekulić – Sekulić Rezső alezredes
- HFKR 7 – 7. honvéd tábori ágyúsezred

Garnison: Hajmaskér – 41. Honvéd Infanterie-Truppendivision – VII. Landwehr Distrikt
errichtet: 1914
Kommandant: Oberstleutnant Gustav Kapp – Capp Gusztáv alzredes
- HFKR 8 – 8. honvéd tábori ágyúsezred

Garnison: Hajmaskér – 20. Honvéd Infanterie-Truppendivision – II. Landwehr Distrikt
errichtet: 1914
Kommandant: Oberst Albert Pohl – Pohl Albert ezredes
- 1. Honvéd Reitende Artilleriedivision – honvéd lovastüzér osztály

Garnison: Szeged – 11. Honvéd Kavallerie Truppendivision – II. Landwehr Distrikt
errichtet: 1914

## Museale Rezeption
Die Geschichte der österreichisch-ungarischen Streitkräfte ist im Heeresgeschichtlichen Museum in Wien, von Kaiser Franz Joseph I. als „k.k. Hofwaffenmuseum“ gegründet, im Detail dokumentiert. In einer gesonderten Vitrine im Saal V („Franz-Joseph-Saal“) des Museums sind mehrere Uniformen der k.u. Landwehr ausgestellt, ein Relief an der Rückseite der Vitrine zeigt die Territorien an, aus denen sich die k.u. Landwehr und die k.k. Landwehr rekrutierten.